# Partito Laburista Indipendente
Il Partito Laburista Indipendente (in inglese Independent Labour Party) è stato un partito politico britannico di sinistra, fondato nel 1893.

## Storia
Fu fondato nel 1893 a Bradford da Keir Hardie, che lo presiedette fino al 1900. Sorge dall'unione di alcune associazioni socialiste con lo scopo di garantire al movimento operaio un'autonoma rappresentanza parlamentare, si alleò nella sua azione politica alle Trade Union e nel 1900 svolse un ruolo chiave per la fondazione del Labour Representation Committee, che nel 1906 prese il nome di Labour Party.
Dopo lo scoppio della grande guerra, in contrasto con la maggioranza, operò una scelta pacifista, continuando comunque a collaborare col partito, dal quale si staccò definitivamente nel 1932.
Schieratosi contro l'intervento nella seconda guerra mondiale, nel 1945 decise di rientrare nel Partito Laburista, ma la fusione non poté realizzarsi a causa della sua opposizione alla coscrizione. Dopo essersi presentato autonomamente alle elezioni generali del 1945, conquistando 4 seggi, nel 1948 decise di astenersi dall'attività elettorale.

## Risultati elettorali
| Elezione | Leader          | Voti    | Voti | Seggi   | Seggi   | Posizione   |
| Elezione | Leader          |         | %    |         | ±       | Posizione   |
| --- | --------------- | ------- | ---- | ------- | ------- | ----------- |
| 1895 | Keir Hardie     | 34 433  | 1,0% | 0 / 670 | /       | 5º partito  |
| Il Partito Laburista Indipendente si fonde nel 1900 con il Partito Laburista divenendo Labour Representation Committee |                 |         |      |         |         |             |
| 1931 | Fenner Brockway | 239 280 | 1,2% | 3 / 615 | 3       | 6° partito  |
| 1935 | James Maxton    | 136 208 | 0,7% | 4 / 615 | 1       | 6º partito  |
| 1945 | Bob Edwards     | 46 769  | 0,2% | 1 / 640 | 3       | 8° partito  |
| 1950 | David Gibson    | 4 112   | 0,0% | 0 / 625 | 3       | 11° partito |
| 1951 | Fred Barton     | 4 057   | 0,0% | 0 / 625 | Stabile | 7º partito  |
| 1955 | Annie Maxton    | 3 334   | 0,0% | 0 / 630 | Stabile | 9° partito  |
| 1959 | Fred Morel      | 923     | 0,0% | 0 / 630 | Stabile | 7º partito  |
| 1966 | Emrys Thomas    | 441     | 0,0% | 0 / 630 | Stabile | 14° partito |
| 1970 | Emrys Thomas    | 847     | 0,0% | 0 / 630 | Stabile | 18° partito |
| Febbraio 1974 | Emrys Thomas    | 991     | 0,0% | 0 / 635 | Stabile | 25º partito |

## Membri noti
- Charles Ammon
- Clement Attlee
- Edward Aveling
- George Nicoll Barnes
- George Lansbury
- Mary Barboon
- Harry Barnes
- John Beckett
- Margaret Bondfield
- George Buchanan
- Joseph Burgess
- John Burns
- Charles Roden Buxton
- James Carmichael
- Kay Carmichael
- Edward Carpenter
- Raymond Challinor
- Tom Chambers
- Henry Hide Champion
- John S. Clarke
- J. R. Clynes
- Seymour Cocks
- Alfred Edgar Coppard
- Helen Crawfurd
- Rose Davies
- Charlotte Despard
- R. Palme Dutt
- Isabella Ford
- Peter Fraser
- Katharine Glasier
- Frederick Gould
- Victor Grayson
- Jim Griffiths
- Mary Agnes Hamilton
- J. A. Hobson
- Ernest E. Hunter
- Cyril Lionel Robert James
- David Kirkwood
- Jim Larkin
- Mary Burns Laird
- Jennie Lee
- France Littlewood
- Margaret Llewelyn Davies
- Mary Macarthur
- Andrew MacLaren
- John Macleane
- Neil Macleane
- Cecil Malone
- Caroline Martyn
- James Maxton
- Shaw Maxwell
- Hannah Mitchell
- Amy Morant
- E. D. Morel
- Oswald Mosley
- Edwin Muir
- John William Muir
- Alfred Richard Orage
- George Orwell
- Walter Padley
- Minnie Pallister
- Christabel Pankhurst
- Emmeline Pankhurst
- Sylvia Pankhurst
- Emmeline Pethick-Lawrence
- Joseph Pointer
- Shapurji Sklatvala
- Ada Salter
- Alfred Salter
- Olive Schreiner
- Henry Snell
- Ethel Snowden
- Campbell Stephen
- R. H. Tawney
- John Stansel Taylor
- John Wilkinson Taylor
- Josiah Wedgwood
- John Wheatley
- Ellen Wilkinson
- Patricia Woodlock
- Thomas Frederick Worrall